# لوزنیتسا (استان دوبریچ)
لوزنیتسا (به بلغاری: Loznitsa) یک منطقهٔ مسکونی در بلغارستان است که در شهرستان جنرال توشوو واقع شده‌است.